# مغامرة المترجم اليوناني
مغامرة المترجم اليوناني (The Adventure of the Greek Interpreter)، واحد من 56 قصة لشرلوك هولمز من تأليف ارثر كونان دويل، نشرت لأول مرة في مجلة الستراند في سبتمبر 1893 بشكل منفرد، قبل أن يعاد نشرها مجمعة مع باقي قصص سلسلة مذكرات شرلوك هولمز، ويعتبرها كونان دويل ال17 في قائمته التي تضم أفضل 19 قصة شرلوك هولمز بالنسبة له.

## ملخص القصة
في إحدى الأمسيات، بينما يتبادل هولمز وواطسون أطراف الحديث، وخلاله يخبره هولمز ان له أخا أكبر يدعى مايكروفت، ويعتقد انه له قدرات عقلية تتفوق على تلك التي يملكها هو، ويذهب رفقة واطسون إلى نادى ديوجينيز اين يقابلان مايكروفت.يعلم واطسون ان هذا الاخير لا يمتلك نفس الطاقة البدنية التي يمتلكها اخوه الأصغر، وبالتالي لا يستطيع استعمال قدراته الكبيرة في التحقيق.يقول مايكروفت أنه بحاجة لاستشارة هولمز بخصوص السيد ميلاس، مترجم يوناني وجار لمايكروفت، الذي جاء إليه بقضية غريبة.
حدث هذا أمسية إحدى الأيام، لما جاء رجل يدعى هارولد لاتيمر إلى ميلاس وطلب منه مرافقته إلى منزل يقع في كينسينغتون، من أجل إجراء ترجمة تتعلق ببعض الأعمال، وفي الطريق إلى ذلك المنزل، يقوم لاتيمر بإخراج هراوة مهددا ميلاس بأنه لا يجب لأحد أن يعلم بالمهمة التي أوكلت له.
بعد ساعتين من السير، يصلان أخيرا إلى المنزل، يلاحظ ميلاس أن المنزل ليس مضاء بشكل جيد، لكن خمن أنه منزل كبير، وما لبث أن انضم رجل آخر عصبي إلى السيد لاتيمر.
يتم إحضار رجل آخر إلى الغرفة، ويبدو عليه الضعف والوهن، يطلب لاتيمر من ميلاس إخبار ذلك الرجل (باليونانية) أن يوقع مجموعة من الأوراق، يجيب الرجل بالرفض القاطع، لكن ميلاس ينجح خلال حديثه، ولجهل مختطفيه اللغة اليونانية، في أن يعرف اسم ذلك الرجل، يتضح أنه يدعى بول كراتيديس، وقد جاء إلى لندن منذ ثلاثة أسابيع، ولا يملك أدنى فكرة عن المنزل الذي هو فيه الآن، ويقول أن مختطفيه كانوا يقومون بتجويعه.
ثم تدخل امرأة، يتفاجئ كراتيديس لرؤيتها مناديا إياها صوفي، وهي الأخرى تتفاجئ منادية إياه بول، يقول لاتيمر لكراتيديس أنه بعدم توقيعه الاوراق سيتسبب بالسوء لتلك المرأة.
تم بعد ذلك إطلاق سراح ميلاس، الذي أسرع بالذهاب إلى مايكروفت وطلب المساعدة منه، لكن بعد ذلك بفترة يتم اختطافه من جديد، يشير هولمز أن المختطفين قد علموا أنه خدعهم ولم يبق القضية سرا لذا قاموا بفعلتهم مرة ثانية.
يتم اقتحام المنزل الذي وصفه ميلاس سابقا، لكنه يكون خاليا، ما عدا غرفة مغلقة، يوجد بها كل من كراتيديس وميلاس، يكون كراتيديس ميتا بالفعل، وينجح واطسون في إنقاذ ميلاس.
يتضح أخيرا أن كراتيديس هو أخ صوفي، وكانت أخته على علاقة بلاتيمير، لذا اتصل به أصدقائها وطلبوا حضوره من اليونان لإيقاف هذه العلاقة غير المناسبة، وعند مجيئه إلى انجلترا، حاول لاتيمير إجباره على توقيع أوراق حتى تستطيع أخته الحصول على ممتلكات معينة.
يرد خبر يؤكد أن لاتيمير قد توفي في شجار في هنغاريا، ويقول هولمز أن صوفي لا بد أنها تشعر بالرضا لما حدث للاتيمير جزاء محاولة استغلاله لها.

## تعليق
كانت هذه القصة أول ظهور لشخصية مايكروفت هولمز، أخ هولمز الذي يكبره بسبع سنوات، الذي سيستمر في الظهور لاحقا في سلسلة «عودة شرلوك هولمز» وقصص أخرى.

## الاقتباس
- تم اقتباس الحلقة الثالثة من المسلسل السوفيتي مغامرات شرلوك هولمز والدكتور واطسون من قصة «مغامرة تشارلز أغسطس ميلفيترون»، لكن بدأت الحلقة بمقابلة كل من هولمز وواطسون لمايكروفت تماما مثل ما حدث في هذه القصة.
- تم اقتباس إحدى حلقات المسلسل البريطاني مغامرات شرلوك هولمز من القصة عام 1985 وقام بدور هولمز الممثل جيرمي برات.

## الترجمة العربية
- مغامرة المترجم اليوناني، دار الأجيال للترجمة والنشر.
- المترجم اليوناني، (ضمن مغامرات شيرلوك هولمز) مؤسسة هنداوي، ترجمة أميرة علي عبد الصادق.(مختصرة)[2]

## روابط خارجية
- نص القصة كاملا على ويكي مصدر (باللغة الإنجليزية).
- قراء القصة مجانا مرفقة بالرسومات الأصلية (باللغة الفرنسية).